# Micrapate quadraticollis
Micrapate quadraticollis är en skalbaggsart som först beskrevs av Pierre Lesne 1899.  Micrapate quadraticollis ingår i släktet Micrapate och familjen kapuschongbaggar. Inga underarter finns listade i Catalogue of Life.